# Rally della Nuova Zelanda 2000
Il Rally della Nuova Zelanda 2000, ufficialmente denominato 31st Propecia Rally of New Zealand (30th Propecia Rally New Zealand secondo altre fonti), è stata l'ottava prova del campionato del mondo rally 2000 nonché la trentunesima edizione del Rally della Nuova Zelanda e la ventesima con valenza mondiale. La manifestazione si è svolta dal 14 al 16 luglio sugli sterrati che attraversano il territorio attorno alla città di Auckland, nell'estremo nord del paese.
L'evento è stato vinto dal finlandese Marcus Grönholm, navigato dal connazionale Timo Rautiainen, al volante di una Peugeot 206 WRC della squadra ufficiale Peugeot Esso, davanti alla coppia britannica formata da Colin McRae e Nicky Grist, su Ford Focus WRC 00 della scuderia Ford Martini, e a quella spagnola composta da Carlos Sainz e Luis Moya, anch'essi su Ford Focus WRC 00 del team ufficiale Ford.
Gli austriaci Manfred Stohl e Peter Müller, su Mitsubishi Lancer Evo VI, hanno invece conquistato la vittoria nella categoria PWRC, mentre l'omanita Hamed Al-Wahaibi e il neozelandese Tony Sircombe si sono aggiudicati la classifica della Coppa FIA Squadre alla guida di una Subaru Impreza WRX STi della scuderia Arab World Rally Team.

## Dati della prova
| Denominazione ufficiale             | Propecia Rally New Zealand |
| Edizione N°                         | 31 |
| Tappa N°                            | 8 di 14 |
| Data manifestazione                 | da venerdì 14/07/2000 a domenica 16/07/2000 |
| Sede ospitante                      | Auckland (distretto di Auckland, Regione di Auckland) |
| Sedi del parco assistenza           | Prima frazione: Raglan (distretto di Waikato, Waikato); Manukau, Auckland (distretto di Auckland, Regione di Auckland). Seconda frazione: Maungaturoto (distretto di Kaipara, Northland). Terza frazione: Te Kauwhata (distretto di Waikato, Waikato). |
| Superficie                          | Terra |
| Direttore di gara                   | Morrie Chandler |
| Iscritti                            | 70 |
| Partiti                             | 70 |
| Arrivati                            | 43 (61,4%) |
| Prove speciali                      | 24 |
| Prova più breve                     | 2,10 km (PS7 e PS8: Manukau Super) |
| Prova più lunga                     | 59,00 km (PS11: Parahi - Ararua) |
| Prova più lenta                     | velocità media di 82,79 km/h (PS5: Whaanga Coast) |
| Prova più veloce                    | velocità media di 115,55 km/h (PS22: Campbell 2) |
| Lunghezza prove speciali            | 373,37 km (23,1% della distanza totale) |
| Lunghezza complessiva trasferimenti | 1245,39 km |
| Distanza totale                     | 1618,76 km |

## Itinerario
| Frazione 1 (14 lug) |        | 07:15  | Assistenza – Raglan (10 min)            | –        | 117,43 km |  |  |
| Frazione 1 (14 lug) | PS1    | 08:23  | Te Akau North                           | 32,37 km | 117,43 km |  |  |
| Frazione 1 (14 lug) |        | 09:53  | Assistenza – Raglan (20 min)            | –        | 117,43 km |  |  |
| Frazione 1 (14 lug) | PS2    | 10:26  | Maungatawhiri                           | 6,52 km  | 117,43 km |  |  |
| Frazione 1 (14 lug) | PS3    | 10:49  | Te Papatapu 1                           | 16,75 km | 117,43 km |  |  |
| Frazione 1 (14 lug) | PS4    | 11:22  | Te Hutewai                              | 11,32 km | 117,43 km |  |  |
| Frazione 1 (14 lug) |        | 12:10  | Assistenza – Raglan (20 min)            | –        | 117,43 km |  |  |
| Frazione 1 (14 lug) | PS5    | 12:53  | Whaanga Coast                           | 29,52 km | 117,43 km |  |  |
| Frazione 1 (14 lug) | PS6    | 13:36  | Te Papatapu 2                           | 16,75 km | 117,43 km |  |  |
| Frazione 1 (14 lug) |        | 14:20  | Assistenza – Raglan (45 min)            | –        | 117,43 km |  |  |
| Frazione 1 (14 lug) | PS7    | 18:15  | Manukau Super 1                         | 2,10 km  | 117,43 km |  |  |
| Frazione 1 (14 lug) | PS8    | 18:45  | Manukau Super 2                         | 2,10 km  | 117,43 km |  |  |
| Frazione 1 (14 lug) |        | 19:10  | Assistenza – Manukau, Auckland (10 min) | –        | 117,43 km |  |  |
|                     |        |        |                                         |          |           |  |  |
| Frazione 2 (15 lug) |        | 09:00  | Assistenza – Maungaturoto (10 min)      | –        | 176,76 km |  |  |
| Frazione 2 (15 lug) | PS9    | 09:28  | Waipu Gorge 1                           | 11,24 km | 176,76 km |  |  |
| Frazione 2 (15 lug) | PS10   | 09:46  | Brooks 1                                | 16,03 km | 176,76 km |  |  |
| Frazione 2 (15 lug) | PS11   | 10:14  | Paparoa Station 1                       | 11,64 km | 176,76 km |  |  |
| Frazione 2 (15 lug) |        | 10:44  | Assistenza – Maungaturoto (20 min)      | –        | 176,76 km |  |  |
| Frazione 2 (15 lug) | PS12   | 11:37  | Parahi - Ararua                         | 59,00 km | 176,76 km |  |  |
| Frazione 2 (15 lug) |        | 13:32  | Assistenza – Maungaturoto (20 min)      | –        | 176,76 km |  |  |
| Frazione 2 (15 lug) | PS13   | 14:20  | Cassidy                                 | 20,12 km | 176,76 km |  |  |
| Frazione 2 (15 lug) | PS14   | 15:13  | Batley                                  | 19,82 km | 176,76 km |  |  |
| Frazione 2 (15 lug) |        | 15:38  | Assistenza – Maungaturoto (20 min)      | –        | 176,76 km |  |  |
| Frazione 2 (15 lug) | PS15   | 16:16  | Waipu Gorge 2                           | 11,24 km | 176,76 km |  |  |
| Frazione 2 (15 lug) | PS16   | 16:34  | Brooks 2                                | 16,03 km | 176,76 km |  |  |
| Frazione 2 (15 lug) | PS17   | 17:02  | Paparoa Station 2                       | 11,64 km | 176,76 km |  |  |
| Frazione 2 (15 lug) |        | 17:32  | Assistenza – Maungaturoto (45 min)      | –        | 176,76 km |  |  |
|                     |        |        |                                         |          |           |  |  |
| Frazione 3 (16 lug) |        | 08:05  | Assistenza – Te Kauwhata (10 min)       | –        | 79,18 km  |  |  |
| Frazione 3 (16 lug) | PS18   | 09:18  | Te Akau South                           | 31,24 km | 79,18 km  |  |  |
| Frazione 3 (16 lug) |        | 10:43  | Assistenza – Te Kauwhata (20 min)       | –        | 79,18 km  |  |  |
| Frazione 3 (16 lug) | PS19   | 11:26  | Ridge 1                                 | 8,53 km  | 79,18 km  |  |  |
| Frazione 3 (16 lug) | PS20   | 11:39  | Campbell 1                              | 7,44 km  | 79,18 km  |  |  |
| Frazione 3 (16 lug) | PS21   | 11:57  | Ridge 2                                 | 8,53 km  | 79,18 km  |  |  |
| Frazione 3 (16 lug) | PS22   | 12:10  | Campbell 2                              | 7,44 km  | 79,18 km  |  |  |
| Frazione 3 (16 lug) | PS23   | 12:53  | Fyfe 1                                  | 8,00 km  | 79,18 km  |  |  |
| Frazione 3 (16 lug) | PS24   | 13:06  | Fyfe 2                                  | 8,00 km  | 79,18 km  |  |  |
| Frazione 3 (16 lug) |        | 13:51  | Assistenza – Te Kauwhata (20 min)       | –        | 79,18 km  |  |  |
| Totale              | Totale | Totale | Totale                                  | Totale   | 373,37 km |  |  |

## Risultati

### Classifica
| Pos.                                        | Nº       | Pilota           | Co-pilota         | Auto                      | Squadra                         | Classe       | Tempo     | Distacco | Punti    |
| Generale                                    | Generale | Generale         | Generale          | Generale                  | Generale                        | Generale     | Generale  | Generale | Generale |
| ------------------------------------------- | -------- | ---------------- | ----------------- | ------------------------- | ------------------------------- | ------------ | --------- | -------- | -------- |
| 1.                                          | 10       | Marcus Grönholm  | Timo Rautiainen   | Peugeot 206 WRC (2000)    | Peugeot Esso                    | WRC          | 3h45'13"4 | –        | 10       |
| 2.                                          | 5        | Colin McRae      | Nicky Grist       | Ford Focus WRC 00         | Ford Martini                    | WRC          | 3h45'27"9 | +14"5    | 6        |
| 3.                                          | 6        | Carlos Sainz     | Luis Moya         | Ford Focus WRC 00         | Ford Martini                    | WRC          | 3h46'31"8 | +1'18"4  | 4        |
| 4.                                          | 16       | Petter Solberg   | Phil Mills        | Ford Focus WRC 00         | Ford Martini                    | WRC          | 3h48'14"1 | +3'00"7  | 3        |
| 5.                                          | 14       | Kenneth Eriksson | Staffan Parmander | Hyundai Accent WRC        | Hyundai Castrol WRT             | WRC          | 3h48'26"1 | +3'12"7  | 2        |
| 6.                                          | 17       | Possum Bourne    | Craig Vincent     | Subaru Impreza WRC98      | Subaru Rally Team Australia     | WRC          | 3h52'08"0 | +6'54"6  | 1        |
| 7.                                          | 21       | Manfred Stohl    | Peter Müller      | Mitsubishi Lancer Evo VI  | -                               | N4 / PWRC    | 3h57'05"4 | +11'52"0 | -        |
| 8.                                          | 28       | Geoff Argyle     | Paul Fallon       | Mitsubishi Lancer Evo VI  | Mitsubishi Ralliart New Zealand | WRC          | 3h58'00"8 | +12'47"4 | -        |
| 9.                                          | 20       | Gustavo Trelles  | Jorge del Buono   | Mitsubishi Lancer Evo VI  | -                               | N4 / PWRC    | 3h58'51"7 | +13'38"3 | -        |
| 10.                                         | 38       | Reece Jones      | Leo Bult          | Mitsubishi Lancer Evo VI  | -                               | N4 / PWRC    | 3h59'26"3 | +14'12"9 | -        |
| Campionato del mondo per vetture Produzione |          |                  |                   |                           |                                 |              |           |          |          |
| 1. (7.)                                     | 21       | Manfred Stohl    | Peter Müller      | Mitsubishi Lancer Evo VI  | -                               | N4 / PWRC    | 3h57'05"4 | –        | 10       |
| 2. (9.)                                     | 20       | Gustavo Trelles  | Jorge del Buono   | Mitsubishi Lancer Evo VI  | -                               | N4 / PWRC    | 3h58'51"7 | +1'46"3  | 6        |
| 3. (10.)                                    | 38       | Reece Jones      | Leo Bult          | Mitsubishi Lancer Evo VI  | -                               | N4 / PWRC    | 3h59'26"3 | +2'20"9  | 4        |
| 4. (12.)                                    | 36       | Chris West       | Garry Cowan       | Mitsubishi Lancer Evo VI  | Mitsubishi Ralliart New Zealand | N4 / PWRC    | 4h00'57"2 | +3'51"8  | 3        |
| 5. (15.)                                    | 26       | Gabriel Mendez   | Daniel Muzio      | Mitsubishi Lancer Evo VI  | -                               | N4 / PWRC    | 4h02'20"9 | +5'15"5  | 2        |
| 6. (16.)                                    | 32       | Ross Meekings    | Alan Glen         | Mitsubishi Lancer Evo III | Mitsubishi Ralliart New Zealand | N4 / PWRC    | 4h03'30"9 | +6'25"5  | 1        |
| Coppa FIA squadre                           |          |                  |                   |                           |                                 |              |           |          |          |
| 1. (17.)                                    | 22       | Hamed Al-Wahaibi | Tony Sircombe     | Subaru Impreza WRX        | Arab World Rally Team           | N4 / PWRC TC | 4h03'44"9 | –        | 10       |

| Principali ritiri | Principali ritiri | Principali ritiri | Principali ritiri  | Principali ritiri            | Principali ritiri            | Principali ritiri | Principali ritiri | Principali ritiri |
| PS                | Nº                | Pilota            | Co-pilota          | Auto                         | Squadra                      | Classe            | Causa             | Pos.              |
| ----------------- | ----------------- | ----------------- | ------------------ | ---------------------------- | ---------------------------- | ----------------- | ----------------- | ----------------- |
| PS 1              | 8                 | Toni Gardemeister | Paavo Lukander     | SEAT Córdoba WRC Evo2        | SEAT Sport                   | WRC               | Incidente         | -                 |
| PS 11             | 9                 | François Delecour | Daniel Grataloup   | Peugeot 206 WRC (2000)       | Peugeot Esso                 | WRC               | Cambio            | 42º               |
| PS 14             | 2                 | Freddy Loix       | Sven Smeets        | Mitsubishi Carisma GT Evo VI | Marlboro Mitsubishi Ralliart | WRC               | Rottura meccanica | 12º               |
| PS 15             | 18                | Toshihiro Arai    | Roger Freeman      | Subaru Impreza WRC99         | Spike Subaru Team            | WRC / TC          | Ruota persa       | 23º               |
| PS 16             | 7                 | Didier Auriol     | Denis Giraudet     | SEAT Córdoba WRC Evo2        | SEAT Sport                   | WRC               | Incidente         | 10º               |
| PS 19             | 1                 | Tommi Mäkinen     | Risto Mannisenmäki | Mitsubishi Lancer Evo VI     | Marlboro Mitsubishi Ralliart | WRC               | Incidente         | 9º                |
| PS 19             | 15                | Alister McRae     | David Senior       | Hyundai Accent WRC           | Hyundai Castrol WRT          | WRC               | Differenziale     | 8º                |
| PS 21             | 3                 | Richard Burns     | Robert Reid        | Subaru Impreza WRC2000       | Subaru World Rally Team      | WRC               | Rottura meccanica | 3º                |
| PS 21             | 4                 | Juha Kankkunen    | Juha Repo          | Subaru Impreza WRC2000       | Subaru World Rally Team      | WRC               | Rottura meccanica | 5º                |

Legenda
| Icona | Classe                                                                                  |
| ----- | --------------------------------------------------------------------------------------- |
| WRC   | Equipaggio che può conquistare punti per il campionato costruttori WRC                  |
| WRC   | Equipaggio di classe A8 che non può conquistare punti per il campionato costruttori WRC |
| PWRC  | Equipaggio registrato al campionato PWRC                                                |
| TC    | Equipaggio registrato alla Coppa FIA squadre                                            |
|       | Ulteriori classificazioni                                                               |

### Prove speciali
| Frazione            | Prova | Ora   | Nome              | Lunghezza | Vincitori                          | Tempo   | Leader del rally                   |
| ------------------- | ----- | ----- | ----------------- | --------- | ---------------------------------- | ------- | ---------------------------------- |
| Frazione 1 (14 Lug) | PS1   | 08:23 | Te Akau North     | 32,37 km  | François Delecour Daniel Grataloup | 18'08"1 | François Delecour Daniel Grataloup |
| Frazione 1 (14 Lug) | PS2   | 10:26 | Maungatawhiri     | 6,52 km   | Petter Solberg Phil Mills          | 3'41"7  | François Delecour Daniel Grataloup |
| Frazione 1 (14 Lug) | PS3   | 10:49 | Te Papatapu 1     | 16,75 km  | Marcus Grönholm Timo Rautiainen    | 11'13"6 | François Delecour Daniel Grataloup |
| Frazione 1 (14 Lug) | PS4   | 11:22 | Te Hutewai        | 11,32 km  | Petter Solberg Phil Mills          | 8'06"3  | François Delecour Daniel Grataloup |
| Frazione 1 (14 Lug) | PS5   | 12:53 | Whaanga Coast     | 29,52 km  | François Delecour Daniel Grataloup | 21'23"7 | François Delecour Daniel Grataloup |
| Frazione 1 (14 Lug) | PS6   | 13:36 | Te Papatapu 2     | 16,75 km  | François Delecour Daniel Grataloup | 11'04"2 | François Delecour Daniel Grataloup |
| Frazione 1 (14 Lug) | PS7   | 18:15 | Manukau Super 1   | 2,10 km   | Colin McRae Nicky Grist            | 1'22"3  | François Delecour Daniel Grataloup |
| Frazione 1 (14 Lug) | PS8   | 18:45 | Manukau Super 2   | 2,10 km   | Colin McRae Nicky Grist            | 1'20"5  | François Delecour Daniel Grataloup |
|                     |       |       |                   |           |                                    |         | François Delecour Daniel Grataloup |
| Frazione 2 (15 Lug) | PS9   | 09:28 | Waipu Gorge 1     | 11,24 km  | Richard Burns Robert Reid          | 6'32"8  | François Delecour Daniel Grataloup |
| Frazione 2 (15 Lug) | PS10  | 09:46 | Brooks 1          | 16,03 km  | Richard Burns Robert Reid          | 9'49"9  | Marcus Grönholm Timo Rautiainen    |
| Frazione 2 (15 Lug) | PS11  | 10:14 | Paparoa Station 1 | 11,64 km  | Richard Burns Robert Reid          | 6'18"5  | Marcus Grönholm Timo Rautiainen    |
| Frazione 2 (15 Lug) | PS12  | 11:37 | Parahi - Ararua   | 59,00 km  | Richard Burns Robert Reid          | 34'04"5 | Marcus Grönholm Timo Rautiainen    |
| Frazione 2 (15 Lug) | PS13  | 14:20 | Cassidy           | 20,12 km  | Colin McRae Nicky Grist            | 11'35"9 | Marcus Grönholm Timo Rautiainen    |
| Frazione 2 (15 Lug) | PS14  | 15:13 | Batley            | 19,82 km  | Colin McRae Nicky Grist            | 11'09"0 | Marcus Grönholm Timo Rautiainen    |
| Frazione 2 (15 Lug) | PS15  | 16:16 | Waipu Gorge 2     | 11,24 km  | Marcus Grönholm Timo Rautiainen    | 6'33"9  | Marcus Grönholm Timo Rautiainen    |
| Frazione 2 (15 Lug) | PS16  | 16:34 | Brooks 2          | 16,03 km  | Marcus Grönholm Timo Rautiainen    | 9'56"8  | Marcus Grönholm Timo Rautiainen    |
| Frazione 2 (15 Lug) | PS17  | 17:02 | Paparoa Station 2 | 11,64 km  | Marcus Grönholm Timo Rautiainen    | 6'24"5  | Marcus Grönholm Timo Rautiainen    |
|                     |       |       |                   |           |                                    |         | Marcus Grönholm Timo Rautiainen    |
| Frazione 3 (16 Lug) | PS18  | 09:18 | Te Akau South     | 31,24 km  | Alister McRae David Senior         | 18'46"3 | Marcus Grönholm Timo Rautiainen    |
| Frazione 3 (16 Lug) | PS19  | 11:26 | Ridge 1           | 8,53 km   | Richard Burns Robert Reid          | 4'46"3  | Marcus Grönholm Timo Rautiainen    |
| Frazione 3 (16 Lug) | PS20  | 11:39 | Campbell 1        | 7,44 km   | Colin McRae Nicky Grist            | 3'55"9  | Marcus Grönholm Timo Rautiainen    |
| Frazione 3 (16 Lug) | PS21  | 11:57 | Ridge 2           | 8,53 km   | Colin McRae Nicky Grist            | 4'45"4  | Marcus Grönholm Timo Rautiainen    |
| Frazione 3 (16 Lug) | PS22  | 12:10 | Campbell 2        | 7,44 km   | Colin McRae Nicky Grist            | 3'51"8  | Marcus Grönholm Timo Rautiainen    |
| Frazione 3 (16 Lug) | PS23  | 12:53 | Fyfe 1            | 8,00 km   | Colin McRae Nicky Grist            | 4'21"8  | Marcus Grönholm Timo Rautiainen    |
| Frazione 3 (16 Lug) | PS23  | 13:06 | Fyfe 2            | 8,00 km   | Petter Solberg Phil Mills          | 4'17"7  | Marcus Grönholm Timo Rautiainen    |

## Classifiche mondiali
Classifica piloti
| Pos. | Pos. | Pilota             | Punti |
| ---- | ---- | ------------------ | ----- |
| 1    |      | Richard Burns      | 38    |
| 2    | 1    | Marcus Grönholm    | 34    |
| 3    | 1    | Colin McRae        | 30    |
| 4    | 1    | Carlos Sainz       | 27    |
| 5    | 1    | Tommi Mäkinen      | 23    |
| 6    |      | Juha Kankkunen     | 18    |
| 7    | 6    | Petter Solberg     | 6     |
| 8    | 1    | Didier Auriol      | 4     |
| 9    | 1    | Toshihiro Arai     | 4     |
| 10   | 1    | Freddy Loix        | 4     |
| 11   | 1    | Toni Gardemeister  | 3     |
| 12   | 1    | Harri Rovanperä    | 3     |
| 13   | 1    | Thomas Rådström    | 3     |
| 14   |      | Armin Schwarz      | 2     |
| 15   |      | François Delecour  | 2     |
| 16   | N    | Kenneth Eriksson   | 2     |
| 17   | 1    | Bruno Thiry        | 2     |
| 18   | 1    | Abdullah Bakhashab | 1     |
| 19   | 1    | Gilles Panizzi     | 1     |
| 19   | N    | Possum Bourne      | 1     |

Classifica costruttori WRC
| Pos. | Pos. | Squadra                          | Punti |
| ---- | ---- | -------------------------------- | ----- |
| 1    |      | Subaru World Rally Team          | 58    |
| 2    |      | Ford Martini                     | 57    |
| 3    |      | Peugeot Esso                     | 41    |
| 4    |      | Marlboro Mitsubishi Ralliart     | 29    |
| 5    |      | Škoda World Rally Team           | 8     |
| 6    |      | SEAT Sport                       | 7     |
| 7    |      | Hyundai Castrol World Rally Team | 4     |